# Stallhofen
Stallhofen é um município da Áustria, situado no distrito de Voitsberg, no estado da Estíria. Tem 27,32 km² de área e sua população em 2019 foi estimada em 3.108 habitantes.